# المحقق كونان (الموسم 7)
المحقق كونان هو الموسم السابع من سلسلة المحقق كونان (باليابانية: 名探偵コナン، تُنطق ميه‌‌تانتيه كۆنان أي المحقق العظيم كونان) تُرجمت رسميًا إلى المُحقق كونان، وهي سلسلة مانغا للكاتب غوشو أوياما حُولِّت إلى مسلسل أنيمي وحلقات أوفا وأفلام أنمي وألعاب فيديو ووسائط أخرى يابانية وقد بدأ عرض السلسلة من 11 أكتوبر 1999 ولغاية 5 يونيو 2000.
أُذيعت الحلقة الأولى في 8 يناير 1996 وعرضت الحلقات بالتوالي إلى أن وصلت إلى أكثر من 1,155 حلقة، وبذلك تحتل المركز الخامس عشر في قائمة أكثر الأنيميات من حيث عدد الحلقات. يتم عرض حلقة واحدة من الأنمي أسبوعيًّا على نبون تلفجن إلا في حالات عرض الأفلام فإنها قد تتأجل إلى أسبوعين أو أكثر. تتم دبلجة الأنيمي للغة العربية من قِبَل مركز الزهرة ولا تزال دبلجته مُستمرة لأكثر من ثمانية عشرة سنة منذ سنة 1998، حيث عُرض لأول مرة على تلفزيون قطر، وقد وصلت الحلقات المُدبلجة إلى 565 (537 بالنّظام الياباني) من أصل 1,155 حلقة.
يُعرَض المحقق كونان في اليابان على قناة نيبون تي في وقناة يوميأوري وقناة أنيماكس وقناة YTV اليابانية، وقد لاقى المحقق كونان رواجًا كبيرًا في اليابان حيث احتل مركزًا من ضمن المراكز الستة الأوائل في ست مناسبات مختلفة. وبحسب استطلاعات الرأي التي أجرتها مجلة أنيميج، اعتبر الأنيمي من بين أفضل 20 أنيمي تم إصداره خلال الفترة من عام 1996 ولغاية عام 2001. أيضا احتل المحقق كونان المركز الثالث والعشرين من ضمن قائمة أفضل 100 أنيمي، أجرته شبكة أساهي اليابانية في عام 2005.
بدأ عرض الجزء الخامس من دبلجة كونان العربية في 2007 على سبيس باور عوض الأجزاء السابقة مع شارة غنائية جديدة لكن مع نفس سياسة تقطيع الحوارات واللقطات الثابتة التي لم يتم تحسينها الا مع الجزء السادس. كما حصلت تناقضات مع المواسم التالية بسبب بعض التغييرات العشوائية الخاطئة في الحوار المدبلج من قبيل الحلقة 177 عندما يقول «جين» أنه زعيم المنظمة وأنه علم بتقلص هايبارا وقال «نحن نعرف الآن شكلها، وسنبحث عنها في المدينة».
و استمر هذا الجزء 51 حلقة ابتداء من الحلقة اليابانية 187 إلى 234.

## عناوين الحلقات
| #                  | #             | عنوان الحلقة                                 | عنوان الحلقة                           | تفاصيل الحلقة | تفاصيل الحلقة  | تفاصيل الحلقة |
| اليابان            | العالم العربي | باليابانية                                   | بالدبلجة العربية                       | في المانغا    | تاريخ العرض    |               |
| ------------------ | ------------- | -------------------------------------------- | -------------------------------------- | ------------- | -------------- | ------------- |
| 163                | 169           | سر القمر والنجم والشمس (الجزء الأول)         | الرسالة المرمزة (الجزء الأول)          | فصل 111-113   | 11 أكتوبر 1999 |               |
| 164                | 170           | سر القمر والنجم والشمس (الجزء الثاني)        | الرسالة المرمزة (الجزء الثاني)         | فصل 111-113   | 18 أكتوبر 1999 |               |
| 165                | 171           | اختفاء أعضاء فريق التحريات الصغير            | مهمة جديدة لفريق التحري                | فلر           | 25 أكتوبر 1999 |               |
| 166                | 172           | قصر العنكبوت (الجزء الأول)                   | حكاية العنكبوت الكاذبة (الجزء الأول)   | فصل 246-250   | 1 نوفمبر 1999  |               |
| 167                | 173           | قصر العنكبوت (الجزء الثاني)                  | حكاية العنكبوت الكاذبة (الجزء الثاني)  | فصل 246-250   | 8 نوفمبر 1999  |               |
| 168                | 174           | قصر العنكبوت (الجزء الثالث)                  | حكاية العنكبوت الكاذبة (الجزء الثالث)  | فصل 246-250   | 15 نوفمبر 1999 |               |
| 169                | 175           | قُبلة الزُهرة                                  | العرض المائي                           | فلر           | 22 نوفمبر 1999 |               |
| 170                | 176           | النقطة العمياء في الظلمة (الجزء الأول)       | اللحظات المظلمة (الجزء الأول)          | فصل 234-237   | 29 نوفمبر 1999 |               |
| 171                | 177           | النقطة العمياء في الظلمة (الجزء الثاني)      | اللحظات المظلمة (الجزء الثاني)         | فصل 234-237   | 6 ديسمبر 1999  |               |
| 172                | 178           | عودة رسالة الموت (الجزء الأول)               | رسالة قبل الرحيل (الجزء الأول)         | فصل 243-245   | 13 ديسمبر 1999 |               |
| 173                | 179           | عودة رسالة الموت (الجزء الثاني)              | رسالة قبل الرحيل (الجزء الثاني)        | فصل 243-245   | 20 ديسمبر 1999 |               |
| 174                | 180           | قضية عمرها عشرون سنة (حلقة خاصة لمدة ساعتين) | سفينة المجرمين والضحايا (الجزء الأول)  | فصل 225-230   | 3 يناير 2000   |               |
| 174                | 181           | قضية عمرها عشرون سنة (حلقة خاصة لمدة ساعتين) | سفينة المجرمين والضحايا (الجزء الثاني) | فصل 225-230   | 3 يناير 2000   |               |
| 174                | 182           | قضية عمرها عشرون سنة (حلقة خاصة لمدة ساعتين) | سفينة المجرمين والضحايا (الجزء الثالث) | فصل 225-230   | 3 يناير 2000   |               |
| 174                | 183           | قضية عمرها عشرون سنة (حلقة خاصة لمدة ساعتين) | سفينة المجرمين والضحايا (الجزء الرابع) | فصل 225-230   | 3 يناير 2000   |               |
| 175                | 184           | الرجل الذي قتل أربع مرات                     | أربعة مجرمين وضحية واحدة               | فلر           | 10 يناير 2000  |               |
| 176                | 185           | لقاء المنظمة السوداء من جديد (جزء هايبرا)    | مواجهة الأشرار مرة أخرى (الجزء الأول)  | فصل 238-242   | 17 يناير 2000  |               |
| 177                | 186           | لقاء المنظمة السوداء من جديد (جزء كونان)     | مواجهة الأشرار مرة أخرى (الجزء الثاني) | فصل 238-242   | 24 يناير 2000  |               |
| 178                | 187           | لقاء المنظمة السوداء من جديد (جزء الحل)      | مواجهة الأشرار مرة أخرى (الجزء الثالث) | فصل 238-242   | 31 يناير 2000  |               |
| 179                | 188           | قضية ارتطام الشاحنة بالمقهى                  | حادثة مطعم الزاوية                     | فلر           | 7 فبراير 2000  |               |
| 180                | 189           | مقطوعه الجرائم الحمراء (الجزء الأول)         | خطة الخيوط والسيف (الجزء الأول)        | فلر           | 14 فبراير 2000 |               |
| 181                | 190           | مقطوعة الجرائم الحمراء (الجزء الثاني)        | خطة الخيوط والسيف (الجزء الثاني)       | فلر           | 21 فبراير 2000 |               |
| 182                | 191           | التحقيق الكبير للأبواب التسعة                | رسالة الاستغاثة                        | فلر           | 28 فبراير 2000 |               |
| 183                | 192           | الوصفة الخطرة                                | الوصفة الخطرة                          | فلر           | 6 مارس 2000    |               |
| 184                | 193           | الأقنعة الملعونة (حلقة خاصة لمدة ساعة)       | عاصفة الأقنعة (الجزء الأول)            | فلر           | 13 مارس 2000   |               |
| 184                | 194           | الأقنعة الملعونة (حلقة خاصة لمدة ساعة)       | عاصفة الأقنعة (الجزء الثاني)           | فلر           | 13 مارس 2000   |               |
| 185                | 195           | المحقق الشهير المستهدف (الجزء الأول)         | رحيل نجم المسلسل (الجزء الأول)         | فلر           | 10 أبريل 2000  |               |
| 186                | 196           | المحقق الشهير المستهدف (الجزء الثاني)        | رحيل نجم المسلسل (الجزء الثاني)        | فلر           | 17 أبريل 2000  |               |
| بداية الجزء الخامس |               |                                              |                                        |               |                |               |
| 187                | 197           | طلق النار الغامض في الظلام                   | ما من جريمة كاملة                      | فلر           | 24 أبريل 2000  |               |
| 188                | 198           | الأحياء اليائس (كهف المتحرين الصغار)         | مغامرة في الكهف المظلم (الجزء الأول)   | فصل 251-254   | 1 مايو 2000    |               |
| 189                | 199           | الإحياء اليائس (المحقق العظيم المجروح)       | مغامرة في الكهف المظلم (الجزء الثاني)  | فصل 251-254   | 8 مايو 2000    |               |
| 190                | 200           | الإحياء اليائس (الخيارالثالث)                | الماضي والحاضر (الجزء الأول)           | فصل 255-257   | 15 مايو 2000   |               |
| 191                | 201           | الإحياء اليائس (الفارس بثيابه السوداء)       | الماضي والحاضر (الجزء الثاني)          | فصل 255-257   | 22 مايو 2000   |               |
| 192                | 202           | الإحياء اليائس (عودة سينشي)                  | جريمة داخل المصعد (الجزء الأول)        | فصل 258-260   | 29 مايو 2000   |               |
| 193                | 203           | الإحياء اليائس (المكان الموعود)              | جريمة داخل المصعد (الجزء الثاني)       | فصل 258-260   | 5 يونيو 2000   |               |